# ML三英吋迫擊炮
ML三英吋迫擊炮是英國在1930年代開發，替換從第一次世界大戰服役的斯托克斯迫擊炮，雖然它取名稱3英吋，但實際口徑為3.209英吋(81.5公厘)，與世界主流營級迫擊炮彈藥尺寸稍大。它從1930年代中葉量產服役，因戰爭經驗經過改良，為英軍在第二次世界大戰期間主要的營級曲射支援武器，至1960年代由L16式81公厘迫擊炮給替換。

## 簡介
在第一次世界大戰中，斯托克斯迫擊炮證明了它是一款優秀的步兵用輕型支援火炮。在1920年代英國因為政經環境的緣故放緩了對步兵武器的研究，但在1920年代後期法國布朗德27／31型迫擊炮則證明了步兵迫擊炮設計仍有精進空間，英國皇家兵工廠開發了英國版本的新式迫擊炮-將布朗德的設計整合進斯托克斯迫擊炮中，新版本迫擊炮稱為前裝式三英吋迫擊炮第二型(Ordnance ML 3 inch mortar Mk.II，第一型即為斯托克斯迫擊炮)，從1936年開始量產配備給英國陸軍。
三英吋迫擊炮第二型的基礎設計與布朗德迫擊炮類似，全炮可拆卸為炮管、底板、雙腳架、瞄具等四個總成。火炮一般由3人分解搬運，並由布倫機槍載具運輸，採用機械化運輸提升作戰效率。
和同時期的步兵迫擊炮，初期的ML三英吋迫擊炮第二型承襲了舊有的斯托克斯迫擊炮用的彈藥，包括榴彈、照明彈、煙霧彈等。由於第一次世界大戰的迫擊炮彈主要材質為鑄鐵，因此ML三英吋迫擊炮的炮彈要較其它國家81公厘步兵迫擊炮要重，射程上卻遠不及其它國家的81公厘步兵迫擊炮。射程劣勢的問題在第二次世界大戰開戰後與德軍交火時暴露。因此在開戰後研發出ML三英吋迫擊炮第二型長程版(Ordnance ML 3 inch mortar Mk.II LR)。長程版換用第四型炮管，炮管長從原先的116公分(14.2倍徑)增加到137公分(16.8倍徑)，並讓射程大幅增長到2,800碼(2,560公尺)，在性能上與納粹德國陸軍的GrW_34型81毫米迫击炮構成對等性能。
在第二次世界大戰中，ML三英吋迫擊炮主要提供給大英國協軍隊使用。除了標準版本，後續英國也開發出了第五型炮管，可以與義大利和德國使用的81.4公厘迫擊砲彈相容使用。ML三英吋迫擊炮服役到1960年代，到1965年由英國與加拿大合作設計的L16式迫擊炮給替換。但在前大英國協國家，則到20世紀末都仍有在戰爭中使用之紀錄。

## 相關照片

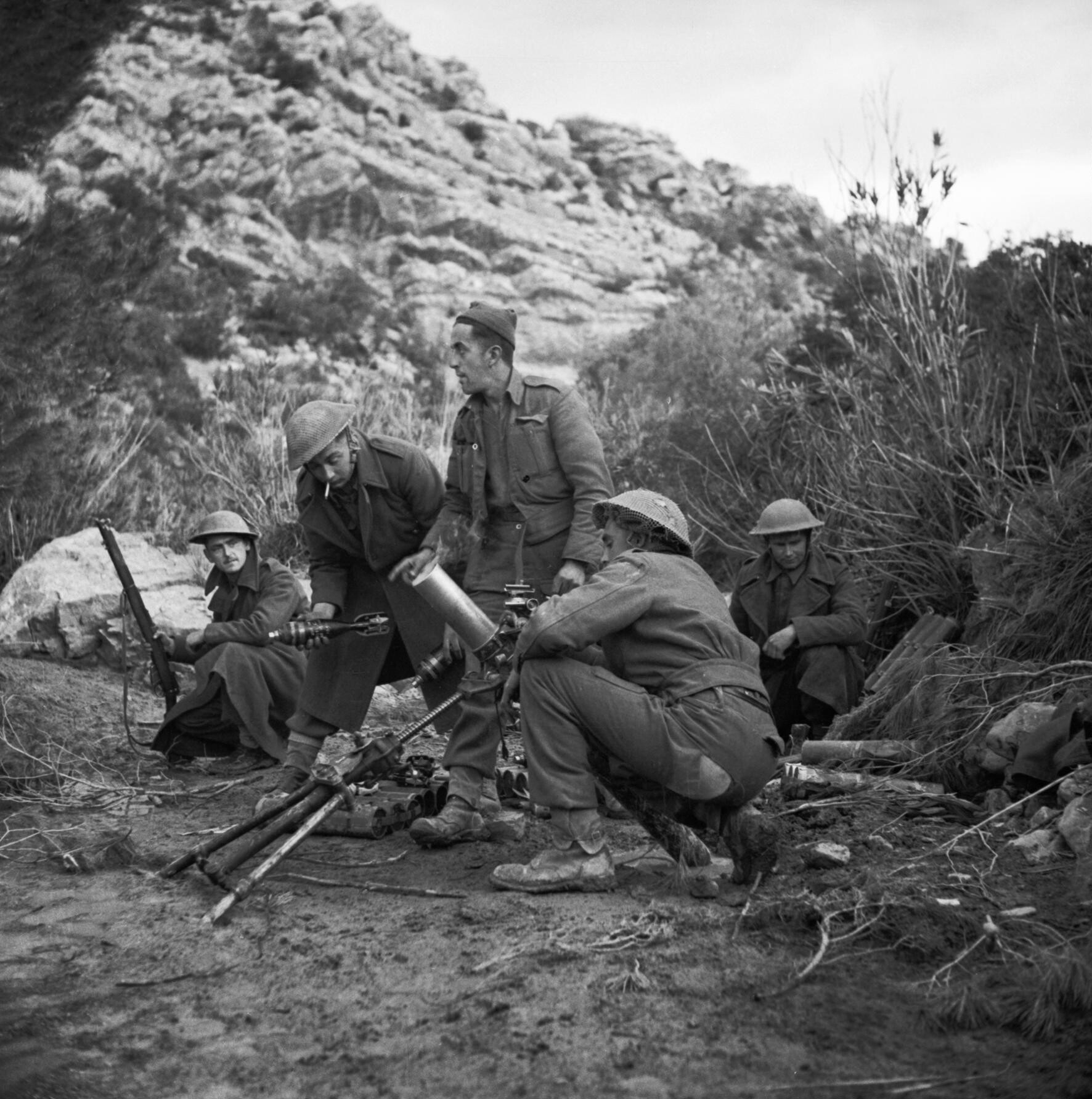
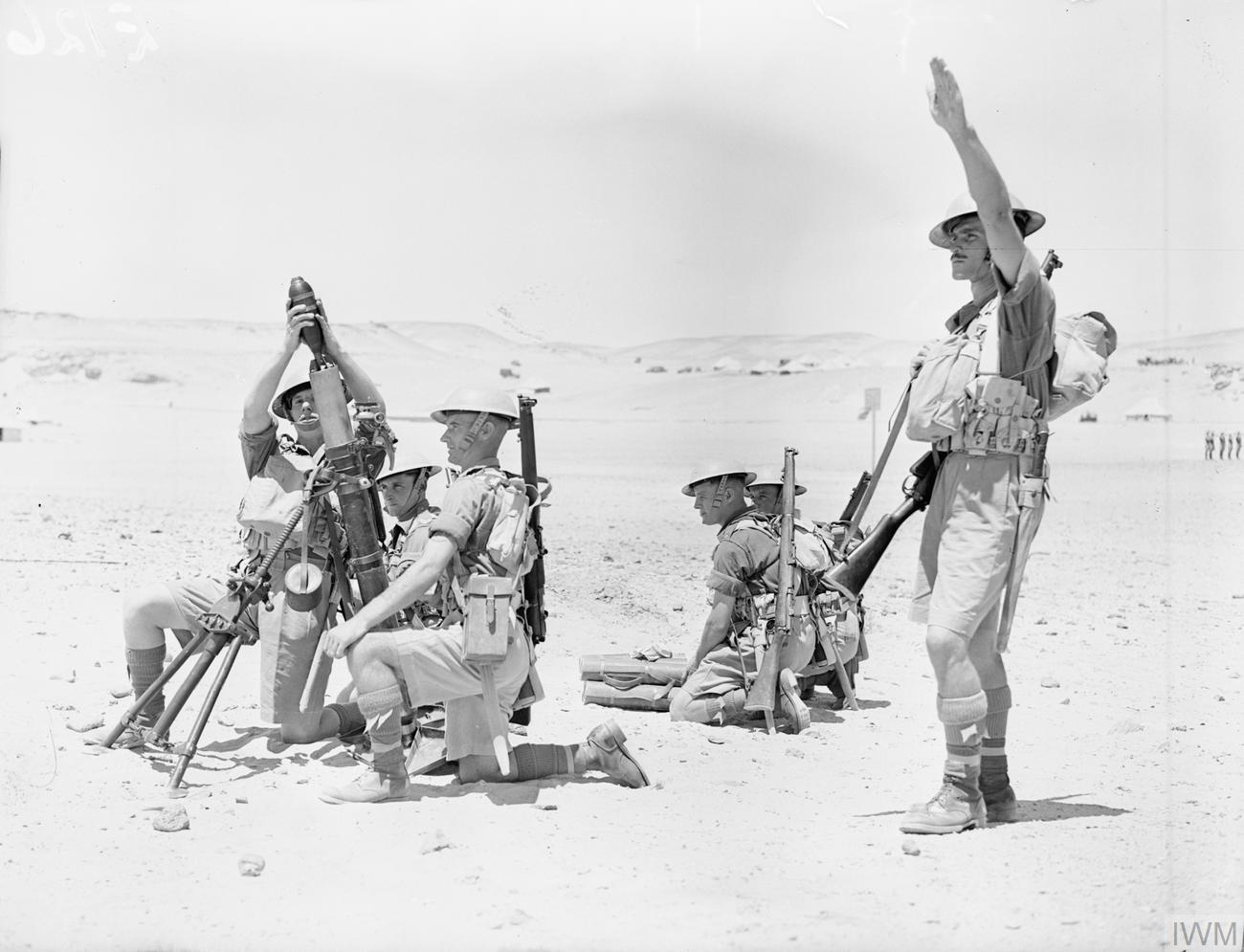
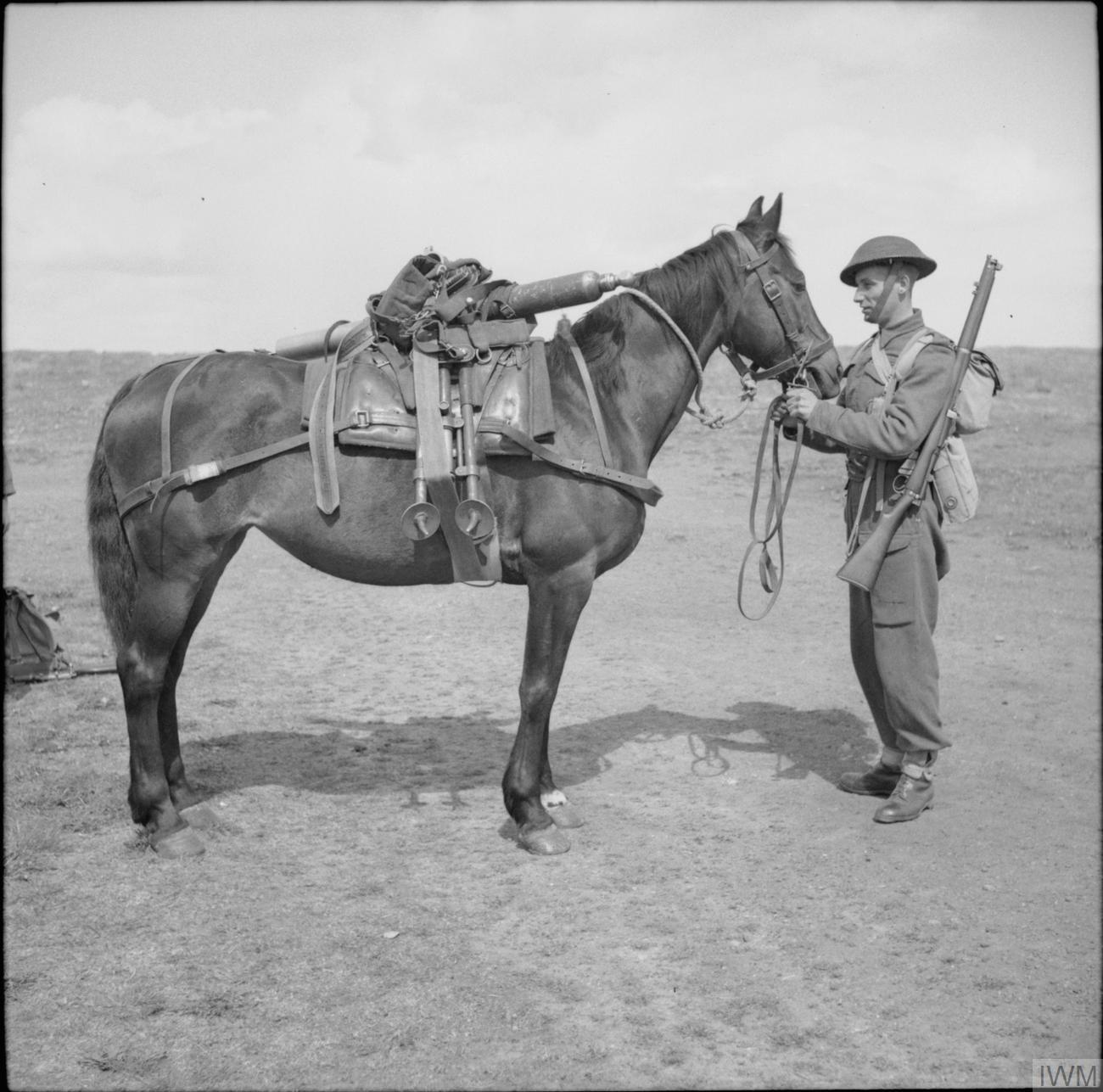
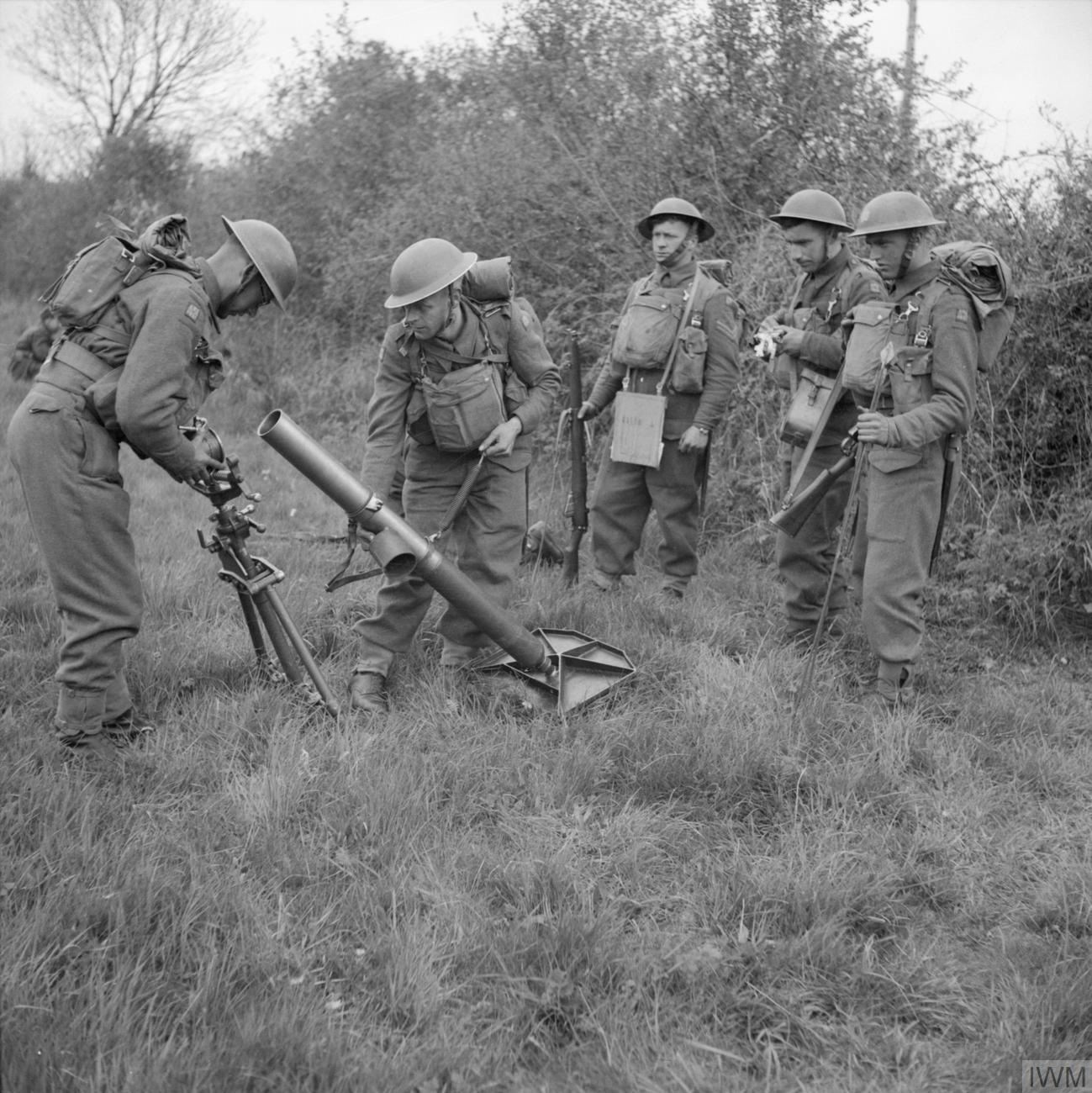
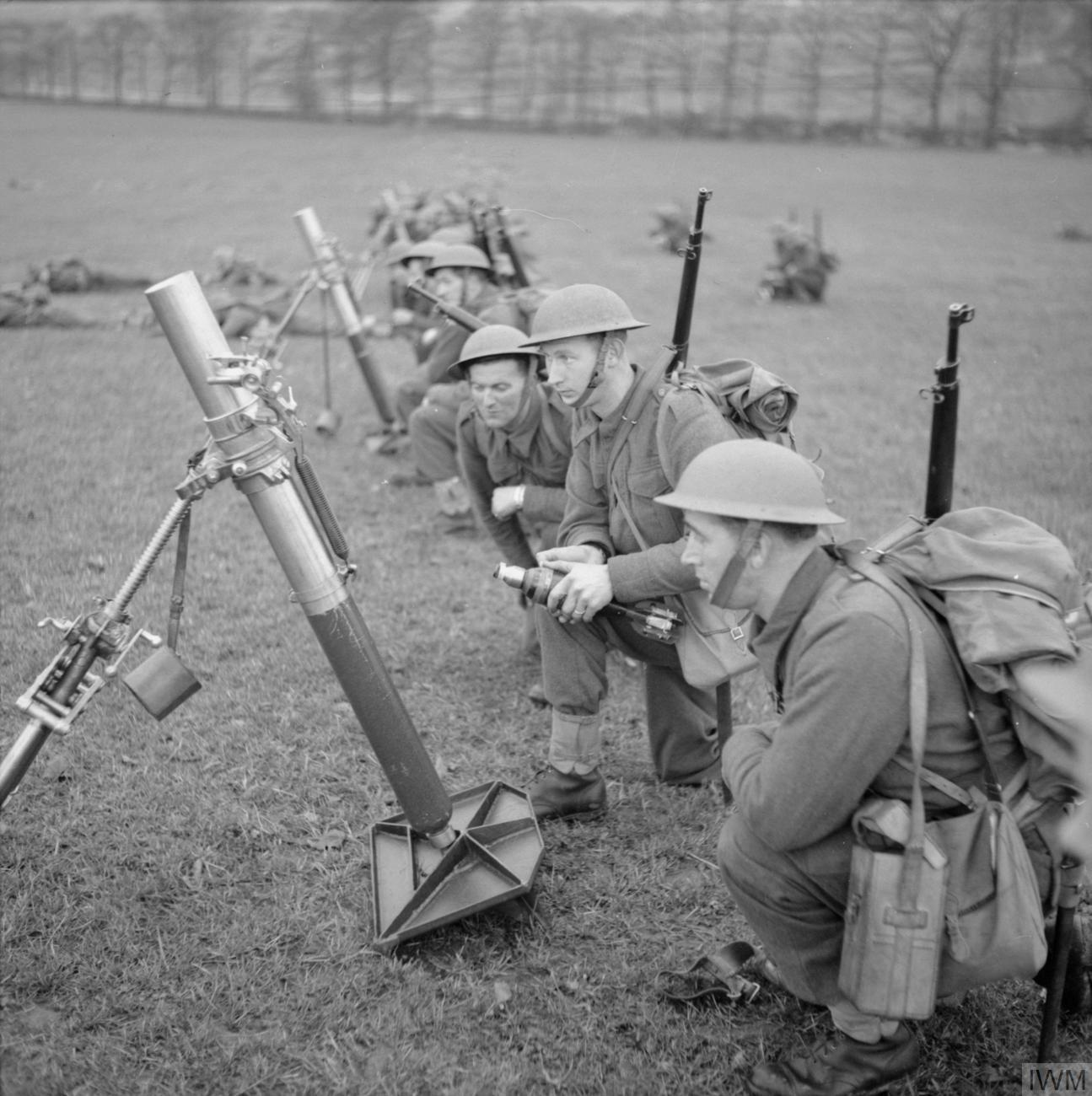
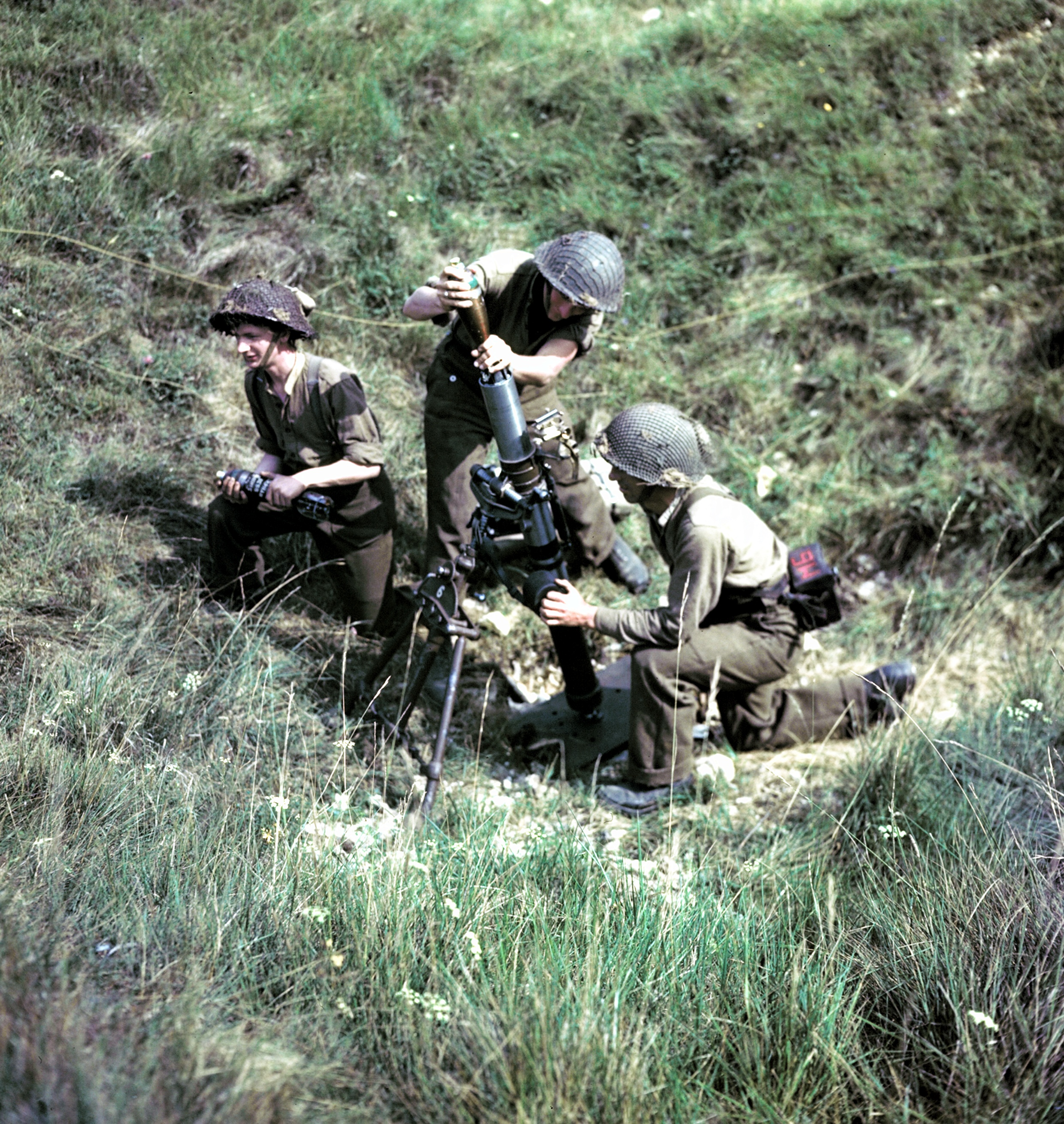